# آندره آرتور
آندره آرتور (ارمنی: Անդրե Արթյուր؛ فرانسوی: André Arthur‎؛ زادهٔ ۲۱ دسامبر ۱۹۴۳ - درگذشته ۸ مهٔ ۲۰۲۲) مجری رادیو و سیاستمدار ارمنی‌تبار اهل کانادا بود. وی بین سال‌های ۲۰۰۶ تا ۲۰۱۱ نماینده مجلس عوام کانادا بود. وی از دانشگاه لاوال فارغ‌التحصیل شده‌است.